# Ko Ho Long
Ko Ho Long(* 9. Mai 1998) ist ein chinesischer Leichtathlet im Weit- und Dreisprung, der international für Hongkong startet.

## Sportliche Laufbahn
Erste Erfahrungen bei internationalen Wettbewerben Ko Ho Long im Jahr 2015, als er bei den Jugendasienmeisterschaften in Singapur mit 7,06 m den fünften Platz im Weitsprung belegte und im Dreisprung mit 15,30 m auf Rang acht gelangte. 2016 belegte er bei den Juniorenasienmeisterschaften in der Ho-Chi-Minh-Stadt mit 7,37 m den sechsten Platz im Weitsprung und im Dreisprung gelangte er mit 14,75 m auf Rang zehn. Im Jahr darauf wurde er bei den Asian Indoor & Martial Arts Games in Aşgabat mit neuem Hallenrekord von 14,39 m Zehnter im Dreisprung. 2018 gelangte er bei den Asienspielen in Jakarta mit 7,47 m Rang zwölf im Weitsprung und 2019 verpasste er bei den Asienmeisterschaften in Doha mit 7,32 m den Finaleinzug. Anschließend schied er bei der Sommer-Universiade in Neapel mit 7,58 m in der Qualifikationsrunde aus. 2023 klassierte er sich bei den Hallenasienmeisterschaften in Astana mit 7,66 m auf dem achten Platz und im Juli gelangte er bei den Freiluftmeisterschaften in Bangkok mit 7,73 m auf Rang neun. Im August belegte er bei den World University Games in Chengdu mit 7,70 m den sechsten Platz und anschließend verpasste er bei den Asienspielen in Hangzhou mit 7,26 m den Finaleinzug. Im Jahr darauf belegte er bei den Hallenasienmeisterschaften in Teheran mit 7,46 m den siebten Platz.
In den Jahren 2018 und 2023 wurde Ko hongkonger Meister im Weitsprung.

## Persönliche Bestleistungen
- Weitsprung: 8,01 m (+1,2 m/s), 30. April 2023 in Bangkok
  - Weitsprung (Halle): 7,66 m, 12. Februar 2023 in Astana
- Dreisprung: 14,97 m (+0,8 m/s), 7. Juli 2016 in Bangkok
  - Dreisprung (Halle): 14,39 m, 20. September 2017 in Aşgabat (hongkonger Rekord)